# Jaroslav Pušbauer
Jaroslav Pušbauer, född 31 juli 1901 i Prag och död 6 juni 1974 i Prag var en tjeckoslovakisk ishockeyspelare. Han var med i det tjeckoslovakiska ishockeylandslaget som kom på delad femte plats i Olympiska vinterspelen 1928 i Sankt Moritz och på fjärde plats i Olympiska vinterspelen 1936 i Garmisch-Partenkirchen